# Лука Вуковар
Лука Вуковар је дунавска лука у источном хрватском граду Вуковару. Као једина хрватска речна лука на Дунаву, Лука Вуковар се током 20. века развила у једну од највећих лука у средњој Европи и највећу речну луку бивше СФРЈ. У то време, у луку је претоварено до 1,5  милиона тона терета годишње. Данас је највећа речна лука у Хрватској која је достигла послератни врхунац 2006. године када је претоварено 970.000 тона терета. Након тога, лука је била тешко погођена економском кризом из 2007. године, а 2009. је обрадила само 175.000 тона терета и делимично се опоравила до 2018. када је претоварено 350.000 тона терета. Лука првенствено опслужује послове из Хрватске и суседне Босне и Херцеговине.
Након завршетка прелазне администрације УНТАЕС-а Влада Републике Хрватске је уложила око 5,5 милиона евра за реконструкцију луке. Значајан допринос од 650.000 евра у реконструкцији луке дала је и Белгија, једна од највећих земаља које су допринеле ранијем процесу мирног решавања сукоба у хрватском Подунављу који је водио УНТАЕС.